# Milan Jančuška
Milan Jančuška (ur. 21 października 1959) – słowacki hokeista, reprezentant Czechosłowacji, trener hokejowy.

## Kariera zawodnicza
- MHk 32 Liptovský Mikuláš (1978–1979)
- HC Koszyce (1979–1982)
- HC Dukla Trenczyn (1982–1984)
- HC Koszyce (1984–1990)
- KooKoo (1990–1991)

W reprezentacji Czechosłowacji rozegrał pięć meczów w 1989.

## Kariera trenerska
- Megève (1992–1996)
- HC Koszyce (1996–1999)
- HK ŠKP Poprad (1999–2001)
- HC Koszyce (2001–2004)
- Clermont-Auvergne (2004–2005)
- MHk 32 Liptovský Mikuláš (2005–2007)
- Słowacja U-20 (2006, podczas Mistrzostw Świata do lat 20)
- Podhale Nowy Targ (2007–2010)
- Ciarko KH Sanok / Ciarko PBS Bank Sanok (2010–2011)
- MsHK Žilina (2011–2012)
- HK Poprad (2012–2015)
- MsHK Žilina (2015-2017)
- HC Koszyce (2017-2018)
- HC Nové Zámky (2018-)

Od 2007 (połowa sezonu 2007/08) pracował jako szkoleniowiec w Polsce - prowadził drużynę Podhala Nowy Targ, a następnie Ciarko KH / Ciarko PBS Bank KH Sanok (2010-2011). Od 2008 współpracował z Markiem Ziętarą, który był jego asystentem. Od 19 października 2011 do końca sezonu 2011/2012 trener MsHK Žilina. Od 25 listopada 2012 trener HK Poprad. Z klubu odszedł w kwietniu 2015. Od maja 2015 trener MsHK Žilina. Od maja 2017 do początku stycznia 2018 ponownie szkoleniowiec HC Koszyce. W maju 2018 został trenerem zespołu HC Nové Zámky.

## Sukcesy
Zawodnicze
- Złoty medal mistrzostw Czechosłowacji: 1986, 1988 z HC Koszyce

Szkoleniowe
- Brązowy medal mistrzostw Polski: 2008, 2009 z Podhalem Nowy Targ
- Złoty medal mistrzostw Polski: 2010 z Podhalem Nowy Targ
- Puchar Polski: 2010 z Ciarko KH Sanok
- Brązowy medal mistrzostw Słowacji: 2017 z MsHK Žilina